# ويليام كيرك
ويليام كيرك (بالإنجليزية: William Kirk)‏ (18 يناير 1866 - 10 يناير 1904) هو لاعب كريكت بريطاني (وحمل سابقاً جنسية المملكة المتحدة لبريطانيا العظمى وأيرلندا).